# Singoletto
In matematica, un singoletto (oppure singoletta o anche insieme unitario; in inglese singleton) è un insieme contenente esattamente un unico elemento. Per esempio, l'insieme {0} è un singoletto. Si noti che anche l'insieme {{1,2,3}} è un singoletto: l'unico elemento in esso contenuto è un insieme (che invece non è un singoletto). 
Un insieme è un singoletto se e solo se la sua cardinalità è 1. Nella costruzione insiemistica dei numeri naturali, il numero 1 è definito come il singoletto {0}.
Nella teoria assiomatica degli insiemi, l'esistenza di singoletti discende dall'assioma dell'insieme vuoto e l'assioma della coppia: il primo fornisce l'insieme vuoto {}, e il secondo, applicato alla coppia {} e {}, genera il singoletto {{}}.
Se A è un insieme arbitrario e S è un qualsiasi singoletto, allora esiste esattamente una funzione da A a S, la funzione che associa ogni elemento di A all'unico elemento di S.
In topologia, uno spazio è uno spazio T1 se e solo se ogni singoletto  è chiuso.
Le strutture definite sui singoletti fungono spesso da oggetti terminali o oggetti nulli di varie categorie:
- La precedente affermazione mostra che i singoletti sono esattamente gli oggetti terminali nella categoria Insieme di insiemi. Nessun altro insieme è terminale.
- Ogni singoletto può essere convertito in uno spazio topologico solo in un modo (tutti i sottoinsiemi sono aperti). Tali particolari spazi topologici sono oggetti terminali nella categoria degli spazi topologici e delle funzioni continue. Nessun altro spazio è terminale in tale categoria.
- Ogni singoletto può essere convertito in un gruppo solo in un modo (l'unico elemento disponibile è l'elemento neutro). Tali particolari gruppi sono gli oggetti nulli nella categoria dei gruppi e degli omomorfismi fra gruppi. Nessun altro gruppo è terminale in tale categoria.

In meccanica quantistica un singoletto è una configurazione di spin o di isospin composta da un solo stato (vedi molteplicità di spin).